# Primera División de España 1992-93
La temporada 1992/93 de la Primera División de España de fútbol corresponde a la 62.ª edición de este campeonato. Comenzó el 5 de septiembre de 1992 y terminó el 20 de junio de 1993. 
Se proclamó vencedor del torneo el F. C. Barcelona, que por primera vez en su historia encadenó tres títulos consecutivos, logrando así el trofeo en propiedad, el octavo desde la creación de la Primera División. Por segunda vez consecutiva, el Real Madrid perdió el título de liga en la última jornada al caer derrrotado en casa del C. D. Tenerife.

## Clubes participantes
A partir de esta temporada, todos los clubes participantes en Primera División son Sociedades Anónimas Deportivas (SAD), en aplicación de la Ley 10/1990 aprobada por el Gobierno español. Sólo el Athletic Club, el F. C. Barcelona, el CA Osasuna y el Real Madrid pudieron mantener su forma jurídica de asociación deportiva.
| Equipo                              | Ciudad                 | Estadio                   | Capacidad | Socios(*) |
| ----------------------------------- | ---------------------- | ------------------------- | --------- | --------- |
| Albacete Balompié                   | Albacete               | Carlos Belmonte           | 19000     | 6000      |
| Athletic Club                       | Bilbao                 | San Mamés                 | 46223     | 30000     |
| Club Atlético de Madrid             | Madrid                 | Vicente Calderón          | 62000     | 32000     |
| Fútbol Club Barcelona               | Barcelona              | Camp Nou                  | 115000    | 99000     |
| Real Burgos Club de Fútbol          | Burgos                 | El Plantío                | 20000     | 9000      |
| Cádiz Club de Fútbol                | Cádiz                  | Ramón de Carranza         | 22000     | 6500      |
| Real Club Celta de Vigo             | Vigo                   | Balaídos                  | 33000     | 7182      |
| Real Club Deportivo de La Coruña    | La Coruña              | Riazor                    | 28956     | 16550     |
| Real Club Deportivo Español         | Barcelona              | Sarrià                    | 41000     | 18500     |
| Club Deportivo Logroñés             | Logroño                | Las Gaunas                | 16500     | 9000      |
| Club Atlético Osasuna               | Pamplona               | El Sadar                  | 25000     | 12500     |
| Agrupación Deportiva Rayo Vallecano | Madrid                 | Vallecas                  | 19500     | 5000      |
| Real Madrid Club de Fútbol          | Madrid                 | Santiago Bernabeu         | 90200     | 65000     |
| Real Oviedo Club de Fútbol          | Oviedo                 | Carlos Tartiere           | 22284     | 15000     |
| Real Sociedad de Fútbol             | San Sebastián          | Atocha                    | 27400     | 13000     |
| Sevilla Fútbol Club                 | Sevilla                | Ramón Sánchez Pizjuán     | 70500     | 34100     |
| Real Sporting de Gijón              | Gijón                  | El Molinón                | 45000     | 16000     |
| Club Deportivo Tenerife             | Santa Cruz de Tenerife | Heliodoro Rodríguez López | 24000     | 5000      |
| Valencia Club de Fútbol             | Valencia               | Mestalla                  | 49291     | 30000     |
| Real Zaragoza Club Deportivo        | Zaragoza               | La Romareda               | 43554     | 19700     |

Esta fue la última temporada en que la Real Sociedad disputó sus partidos en el Estadio de Atocha, sede del equipo donostiarra desde 1913
(*)Socios de la temporada anterior.

## Sistema de competición
La Primera División de España 1992/93 fue organizada por la Liga Nacional de Fútbol Profesional (LFP).
Como en temporadas precedentes, constaba de un grupo único integrado por veinte clubes de toda la geografía española. Siguiendo un sistema de liga, los veinte equipos se enfrentaron todos contra todos en dos ocasiones -una en campo propio y otra en campo contrario- sumando un total de 38 jornadas. El orden de los encuentros se decidió por sorteo antes de empezar la competición.
La clasificación final se estableció con arreglo a los puntos obtenidos en cada enfrentamiento, a razón de dos por partido ganado, uno por empatado y ninguno en caso de derrota. Los mecanismos para desempatar la clasificación, si al finalizar el campeonato dos equipos igualaban a puntos, fueron los siguientes:
1. El que tuviera una mayor diferencia entre goles a favor y en contra en los enfrentamientos entre ambos.
2. Si persiste el empate, el que tuviera la mayor la diferencia de goles a favor y en contra en todos los encuentros del campeonato.

En caso de empate a puntos entre tres o más clubes, los sucesivos mecanismos de desempate previstos por el reglamento fueron los siguientes: 
1. La mejor puntuación de la que a cada uno corresponda a tenor de los resultados de los partidos jugados entre sí por los clubes implicados.
2. La mayor diferencia de goles a favor y en contra, considerando únicamente los partidos jugados entre sí por los clubes implicados.
3. La mayor diferencia de goles a favor y en contra teniendo en cuenta todos los encuentros del campeonato.
4. El mayor número de goles a favor teniendo en cuenta todos los encuentros del campeonato.

### Efectos de la clasificación
El equipo que más puntos sumó al final del campeonato fue proclamado campeón de liga y obtuvo el derecho automático a participar en la siguiente edición de la Liga de Campeones de la UEFA. 
A partir de esta temporada, la RFEF perdió un cupo en la Copa de la UEFA -a favor de la Federación Francesa-, de pasando de cuatro a tres representantes en el torneo. Obtuvieron dichas plazas los equipos que finalizaron el Campeonato de Primera División entre el segundo y cuarto puesto. Por su parte, el campeón de la Copa del Rey se clasificó para disputar la siguiente edición de la Recopa de Europa. 
Los dos últimos clasificados de la Primera División 1992/93 descendieron a Segunda División, siendo reemplazados la próxima temporada por el campeón y el subcampeón de dicha categoría. Por su parte, los clasificados en los puestos 17º y 18º disputaron una promoción de permanencia con el tercer y cuarto clasificado de Segunda.

### Novedades reglamentarias
A partir de esta temporada entró en vigor la modificación del reglamento, aprobada por la International Board, que prohíbe a los guardametas coger el balón con las manos si este proviene de una cesión voluntaria de un compañero, siendo sancionada la infracción con un Tiro libre indirecto.

## Clasificación

### Clasificación final
| Pos. | Equipo              | Pts. | PJ | G  | E  | P  | GF | GC | Dif. | Clasificación 1993-94                          |
| ---- | ------------------- | ---- | -- | -- | -- | -- | -- | -- | ---- | ---------------------------------------------- |
| 1    | Barcelona (C)       | 58   | 38 | 25 | 8  | 5  | 87 | 34 | +53  | Dieciseisavos de final de la Liga de Campeones |
| 2    | Real Madrid         | 57   | 38 | 24 | 9  | 5  | 75 | 28 | +47  | Dieciseisavos de final de la Recopa de Europa  |
| 3    | Deportivo La Coruña | 54   | 38 | 22 | 10 | 6  | 67 | 33 | +34  | Treintaidosavos de final de la Copa de la UEFA |
| 4    | Valencia            | 48   | 38 | 19 | 10 | 9  | 60 | 33 | +27  | Treintaidosavos de final de la Copa de la UEFA |
| 5    | Tenerife            | 44   | 38 | 15 | 14 | 9  | 59 | 47 | +12  | Treintaidosavos de final de la Copa de la UEFA |
| 6    | Atlético de Madrid  | 43   | 38 | 16 | 11 | 11 | 52 | 42 | +10  | Treintaidosavos de final de la Copa de la UEFA |
| 7    | Sevilla             | 43   | 38 | 17 | 9  | 12 | 46 | 44 | +2   |                                                |
| 8    | Athletic Club       | 40   | 38 | 17 | 6  | 15 | 53 | 49 | +4   |                                                |
| 9    | Real Zaragoza       | 35   | 38 | 11 | 13 | 14 | 37 | 52 | −15  |                                                |
| 10   | Osasuna             | 34   | 38 | 12 | 10 | 16 | 42 | 41 | +1   |                                                |
| 11   | Celta de Vigo       | 34   | 38 | 9  | 16 | 13 | 25 | 32 | −7   |                                                |
| 12   | Sporting de Gijón   | 34   | 38 | 11 | 12 | 15 | 38 | 57 | −19  |                                                |
| 13   | Real Sociedad       | 34   | 38 | 13 | 8  | 17 | 46 | 59 | −13  |                                                |
| 14   | Rayo Vallecano      | 33   | 38 | 8  | 17 | 13 | 40 | 49 | −9   |                                                |
| 15   | Logroñés            | 33   | 38 | 11 | 11 | 16 | 32 | 48 | −16  |                                                |
| 16   | Real Oviedo         | 32   | 38 | 11 | 10 | 17 | 42 | 52 | −10  |                                                |
| 17   | Albacete            | 31   | 38 | 11 | 9  | 18 | 54 | 59 | −5   | Promoción por la permanencia                   |
| 18   | Espanyol (D)        | 29   | 38 | 9  | 11 | 18 | 40 | 56 | −16  | Promoción por la permanencia                   |
| 19   | Cádiz (D)           | 22   | 38 | 5  | 12 | 21 | 30 | 70 | −40  | Descenso de categoría                          |
| 20   | Real Burgos (D)     | 22   | 38 | 4  | 14 | 20 | 29 | 69 | −40  | Descenso de categoría                          |

 Fuente: BDFutbol

### Evolución de la clasificación
| Equipo / Jornada | 1  | 2  | 3  | 4  | 5  | 6  | 7  | 8  | 9  | 10 | 11 | 12 | 13 | 14 | 15 | 16 | 17 | 18 | 19 | 20 | 21 | 22 | 23 | 24 | 25 | 26 | 27 | 28 | 29 | 30 | 31 | 32 | 33 | 34 | 35 | 36 | 37 | 38 |
| Equipo / Jornada |    |    |    |    |    |    |    |    |    |    |    |    |    |    |    |    |    |    |    |    |    |    |    |    |    |    |    |    |    |    |    |    |    |    |    |    |    |    |
| ---------------- | -- | -- | -- | -- | -- | -- | -- | -- | -- | -- | -- | -- | -- | -- | -- | -- | -- | -- | -- | -- | -- | -- | -- | -- | -- | -- | -- | -- | -- | -- | -- | -- | -- | -- | -- | -- | -- | -- |
| Barcelona        | 7  | 4  | 2  | 2  | 2  | 2  | 5  | 3  | 3  | 3  | 1  | 1  | 1  | 1  | 1  | 1  | 1  | 1  | 1  | 2  | 2  | 2  | 2  | 1  | 1  | 1  | 1  | 1  | 1  | 1  | 1  | 1  | 1  | 1  | 2  | 2  | 2  | 1  |
| Real Madrid      | 16 | 8  | 10 | 5  | 9  | 5  | 4  | 2  | 2  | 2  | 2  | 2  | 4  | 3  | 3  | 3  | 3  | 3  | 3  | 3  | 3  | 3  | 3  | 2  | 2  | 2  | 2  | 2  | 2  | 2  | 2  | 2  | 2  | 2  | 1  | 1  | 1  | 2  |
| Deportivo        | 2  | 1  | 1  | 1  | 1  | 1  | 1  | 1  | 1  | 1  | 4  | 4  | 2  | 2  | 2  | 2  | 2  | 2  | 2  | 1  | 1  | 1  | 1  | 3  | 3  | 3  | 3  | 3  | 3  | 3  | 3  | 3  | 3  | 3  | 3  | 3  | 3  | 3  |
| Valencia         | 9  | 7  | 5  | 7  | 5  | 9  | 7  | 9  | 7  | 8  | 7  | 7  | 7  | 5  | 4  | 4  | 5  | 4  | 4  | 4  | 4  | 4  | 4  | 4  | 5  | 4  | 5  | 6  | 4  | 4  | 4  | 4  | 4  | 4  | 4  | 4  | 4  | 4  |
| Tenerife         | 13 | 15 | 8  | 13 | 15 | 11 | 15 | 14 | 14 | 13 | 13 | 12 | 12 | 10 | 8  | 6  | 4  | 5  | 6  | 6  | 7  | 5  | 5  | 5  | 6  | 5  | 6  | 4  | 5  | 5  | 5  | 5  | 5  | 5  | 5  | 5  | 5  | 5  |
| At. Madrid       | 4  | 2  | 7  | 8  | 4  | 3  | 2  | 4  | 4  | 4  | 3  | 3  | 3  | 4  | 5  | 5  | 6  | 6  | 7  | 8  | 8  | 7  | 6  | 6  | 4  | 6  | 4  | 5  | 6  | 6  | 6  | 6  | 6  | 6  | 6  | 6  | 6  | 6  |
| Sevilla          | 3  | 14 | 12 | 6  | 11 | 6  | 8  | 5  | 5  | 5  | 5  | 5  | 6  | 7  | 6  | 8  | 8  | 8  | 5  | 5  | 6  | 6  | 7  | 7  | 7  | 7  | 7  | 7  | 7  | 7  | 7  | 7  | 7  | 7  | 7  | 7  | 7  | 7  |
| Athletic Club    | 5  | 10 | 4  | 11 | 7  | 4  | 3  | 6  | 6  | 7  | 8  | 6  | 5  | 6  | 10 | 7  | 7  | 7  | 8  | 7  | 5  | 8  | 8  | 8  | 8  | 8  | 9  | 8  | 8  | 8  | 8  | 8  | 8  | 8  | 8  | 8  | 8  | 8  |
| Zaragoza         | 6  | 5  | 3  | 4  | 6  | 8  | 6  | 8  | 9  | 9  | 9  | 10 | 10 | 9  | 13 | 11 | 11 | 11 | 9  | 11 | 11 | 12 | 10 | 9  | 9  | 9  | 10 | 10 | 9  | 11 | 9  | 10 | 10 | 11 | 10 | 10 | 12 | 9  |
| Osasuna          | 10 | 3  | 9  | 10 | 10 | 12 | 14 | 16 | 15 | 11 | 14 | 11 | 11 | 11 | 9  | 12 | 12 | 13 | 13 | 10 | 9  | 9  | 11 | 12 | 13 | 13 | 14 | 14 | 11 | 9  | 10 | 11 | 11 | 9  | 9  | 9  | 9  | 10 |
| Celta            | 19 | 17 | 13 | 9  | 8  | 10 | 10 | 11 | 10 | 10 | 12 | 14 | 14 | 14 | 14 | 16 | 15 | 14 | 14 | 14 | 14 | 13 | 13 | 13 | 12 | 12 | 12 | 13 | 12 | 13 | 13 | 13 | 12 | 13 | 11 | 11 | 10 | 11 |
| Sporting         | 11 | 6  | 6  | 3  | 3  | 7  | 9  | 7  | 8  | 6  | 6  | 8  | 8  | 8  | 7  | 9  | 9  | 9  | 12 | 13 | 13 | 14 | 14 | 15 | 15 | 15 | 15 | 16 | 16 | 16 | 15 | 15 | 15 | 12 | 15 | 12 | 13 | 12 |
| R. Sociedad      | 20 | 20 | 18 | 18 | 20 | 17 | 18 | 18 | 18 | 16 | 16 | 17 | 17 | 15 | 16 | 15 | 16 | 17 | 17 | 17 | 15 | 15 | 15 | 14 | 14 | 14 | 13 | 11 | 13 | 10 | 11 | 9  | 9  | 10 | 12 | 13 | 11 | 13 |
| Rayo V.          | 17 | 12 | 16 | 15 | 13 | 13 | 11 | 10 | 12 | 14 | 11 | 9  | 9  | 12 | 12 | 10 | 10 | 10 | 10 | 12 | 12 | 10 | 12 | 11 | 11 | 11 | 11 | 12 | 14 | 14 | 14 | 14 | 13 | 16 | 14 | 15 | 15 | 14 |
| Logroñés         | 8  | 11 | 14 | 16 | 16 | 20 | 20 | 20 | 20 | 20 | 20 | 20 | 20 | 20 | 20 | 20 | 20 | 19 | 19 | 18 | 18 | 19 | 18 | 18 | 18 | 18 | 18 | 18 | 18 | 18 | 17 | 17 | 17 | 17 | 17 | 17 | 16 | 15 |
| Oviedo           | 18 | 13 | 15 | 14 | 12 | 15 | 13 | 13 | 13 | 15 | 15 | 15 | 15 | 17 | 15 | 14 | 14 | 15 | 16 | 15 | 17 | 16 | 16 | 16 | 16 | 16 | 16 | 15 | 15 | 15 | 16 | 16 | 16 | 14 | 13 | 14 | 14 | 16 |
| Albacete         | 12 | 19 | 20 | 20 | 19 | 19 | 16 | 17 | 17 | 17 | 19 | 16 | 16 | 18 | 18 | 17 | 17 | 16 | 15 | 16 | 16 | 17 | 17 | 17 | 17 | 17 | 17 | 17 | 17 | 17 | 18 | 18 | 18 | 18 | 18 | 18 | 17 | 17 |
| RCD Español      | 14 | 18 | 19 | 19 | 17 | 16 | 17 | 12 | 11 | 12 | 10 | 13 | 13 | 13 | 11 | 13 | 13 | 12 | 11 | 9  | 10 | 11 | 9  | 10 | 10 | 10 | 8  | 9  | 10 | 12 | 12 | 12 | 14 | 15 | 16 | 16 | 18 | 18 |
| Cádiz            | 15 | 16 | 11 | 12 | 14 | 14 | 12 | 15 | 16 | 18 | 17 | 18 | 18 | 16 | 17 | 18 | 18 | 18 | 18 | 19 | 19 | 18 | 19 | 19 | 19 | 19 | 19 | 19 | 19 | 19 | 19 | 19 | 19 | 19 | 19 | 19 | 19 | 19 |
| Burgos           | 1  | 9  | 17 | 17 | 18 | 18 | 19 | 19 | 19 | 19 | 18 | 19 | 19 | 19 | 19 | 19 | 19 | 20 | 20 | 20 | 20 | 20 | 20 | 20 | 20 | 20 | 20 | 20 | 20 | 20 | 20 | 20 | 20 | 20 | 20 | 20 | 20 | 20 |

### Promoción de permanencia
| Ida:         |     |                     |
| RCD Español  | 0-1 | Racing de Santander |
| RCD Mallorca | 1-3 | Albacete            |

| Vuelta:             |     |              |            |
| Racing de Santander | 0-0 | RCD Español  | Global:1-0 |
| Albacete            | 1-2 | RCD Mallorca | Global:4-3 |

## Resultados
| Local \ Visitante         | ALB | ATH | ATM | BAR | CAD | CEL | DEP | ESP | LOG | OSA | OVI | RAY | RBU | RMA | RSO | SEV | SPO | TEN | VAL | ZAR |
| ------------------------- | --- | --- | --- | --- | --- | --- | --- | --- | --- | --- | --- | --- | --- | --- | --- | --- | --- | --- | --- | --- |
| Albacete Balompié         | —   | 4–5 | 2–1 | 0–2 | 5–0 | 1–0 | 1–1 | 2–0 | 3–1 | 0–0 | 2–0 | 1–0 | 4–0 | 0–3 | 1–2 | 3–4 | 6–2 | 1–0 | 0–1 | 1–3 |
| Athletic Club             | 3–1 | —   | 1–2 | 1–0 | 2–1 | 0–1 | 0–1 | 2–0 | 2–0 | 1–0 | 1–0 | 4–2 | 1–1 | 1–1 | 2–0 | 2–1 | 0–0 | 2–2 | 1–4 | 3–2 |
| Atlético de Madrid        | 3–2 | 1–1 | —   | 1–4 | 2–0 | 1–1 | 2–1 | 2–1 | 0–1 | 2–1 | 2–1 | 1–0 | 2–0 | 1–1 | 0–0 | 1–0 | 1–1 | 3–2 | 1–1 | 2–2 |
| F. C. Barcelona           | 3–3 | 2–1 | 1–1 | —   | 4–1 | 2–0 | 3–0 | 5–0 | 3–0 | 2–1 | 2–0 | 4–0 | 4–1 | 2–1 | 1–0 | 2–1 | 7–2 | 1–1 | 3–0 | 1–0 |
| Cádiz C. F.               | 1–1 | 2–3 | 1–1 | 0–4 | —   | 1–1 | 0–3 | 1–0 | 2–2 | 0–2 | 0–2 | 1–1 | 3–2 | 1–1 | 2–1 | 0–0 | 2–3 | 1–3 | 0–2 | 1–1 |
| R. C. Celta de Vigo       | 1–1 | 1–0 | 0–2 | 3–2 | 1–0 | —   | 0–0 | 0–1 | 2–0 | 0–0 | 0–0 | 0–0 | 1–1 | 1–1 | 2–1 | 1–2 | 0–0 | 0–1 | 0–0 | 0–1 |
| R. C. Deportivo La Coruña | 3–2 | 3–0 | 1–1 | 1–0 | 3–0 | 2–0 | —   | 3–0 | 0–1 | 2–1 | 2–1 | 1–1 | 5–0 | 3–2 | 5–1 | 2–0 | 2–1 | 2–2 | 0–0 | 1–0 |
| R. C. D. Español          | 2–0 | 2–0 | 1–3 | 0–1 | 1–2 | 0–0 | 0–2 | —   | 0–1 | 2–1 | 2–0 | 2–2 | 3–1 | 1–3 | 4–1 | 1–1 | 1–2 | 0–0 | 1–1 | 2–0 |
| C. D. Logroñés            | 1–0 | 0–1 | 2–1 | 1–2 | 1–0 | 0–1 | 0–3 | 0–0 | —   | 1–1 | 1–0 | 0–0 | 0–1 | 0–3 | 0–1 | 2–0 | 1–2 | 2–0 | 3–2 | 0–0 |
| C. A. Osasuna             | 3–0 | 1–2 | 1–0 | 0–1 | 1–1 | 3–0 | 1–1 | 1–3 | 1–2 | —   | 2–1 | 1–0 | 1–0 | 0–0 | 2–0 | 0–1 | 3–0 | 1–2 | 2–2 | 1–0 |
| Real Oviedo C. F.         | 0–0 | 1–0 | 1–4 | 1–0 | 2–1 | 3–1 | 3–3 | 2–2 | 0–0 | 1–2 | —   | 1–1 | 3–0 | 0–4 | 2–2 | 1–1 | 2–1 | 1–2 | 0–1 | 4–1 |
| A. D. Rayo Vallecano      | 2–2 | 1–0 | 2–0 | 3–3 | 1–1 | 0–1 | 1–1 | 1–1 | 2–1 | 1–0 | 2–2 | —   | 2–1 | 2–0 | 1–1 | 0–1 | 2–2 | 2–2 | 0–1 | 0–0 |
| Real Burgos C. F.         | 0–0 | 1–1 | 0–2 | 0–1 | 0–2 | 1–1 | 0–0 | 1–1 | 2–2 | 1–0 | 1–1 | 0–3 | —   | 1–2 | 4–0 | 0–2 | 2–1 | 0–3 | 1–1 | 1–1 |
| Real Madrid C. F.         | 3–0 | 2–0 | 1–0 | 2–1 | 3–1 | 1–0 | 2–1 | 3–1 | 2–2 | 3–0 | 3–2 | 1–1 | 3–0 | —   | 2–0 | 5–0 | 0–0 | 3–0 | 2–0 | 4–0 |
| Real Sociedad             | 2–1 | 1–0 | 1–0 | 2–2 | 3–0 | 1–1 | 0–2 | 4–1 | 3–0 | 1–3 | 1–0 | 1–2 | 2–2 | 1–5 | —   | 1–0 | 1–2 | 3–1 | 1–0 | 1–1 |
| Sevilla F. C.             | 2–1 | 3–1 | 1–3 | 0–0 | 1–0 | 1–0 | 1–3 | 1–1 | 3–0 | 0–0 | 0–1 | 3–2 | 1–1 | 2–0 | 3–1 | —   | 1–0 | 1–0 | 2–2 | 1–0 |
| Sporting de Gijón         | 1–0 | 0–4 | 2–1 | 1–1 | 1–0 | 0–3 | 0–1 | 1–1 | 1–1 | 0–0 | 0–1 | 1–0 | 0–0 | 0–0 | 2–4 | 1–3 | —   | 1–2 | 1–0 | 3–1 |
| C. D. Tenerife            | 2–2 | 2–1 | 2–2 | 1–1 | 1–1 | 1–0 | 3–1 | 2–1 | 1–1 | 2–2 | 1–2 | 4–0 | 3–1 | 2–0 | 1–0 | 3–0 | 0–2 | —   | 0–0 | 2–2 |
| Valencia C. F.            | 2–0 | 3–1 | 1–0 | 3–4 | 5–0 | 1–1 | 3–0 | 2–0 | 2–1 | 3–1 | 3–0 | 1–0 | 5–0 | 1–2 | 1–0 | 1–1 | 2–0 | 2–1 | —   | 0–1 |
| Real Zaragoza             | 0–1 | 0–3 | 1–0 | 1–6 | 0–0 | 0–0 | 0–2 | 2–1 | 1–1 | 3–2 | 1–0 | 2–0 | 2–1 | 0–1 | 1–1 | 2–1 | 1–1 | 2–2 | 2–1 | —   |

## Máximos goleadores (Trofeo Pichichi)
En su primera temporada en España el brasileño Bebeto se convirtió en una de las revelaciones del campeonato y logró el trofeo del Diario Marca al máximo goleador del torneo, siendo el primer futbolista del Real Club Deportivo de La Coruña en conseguirlo.

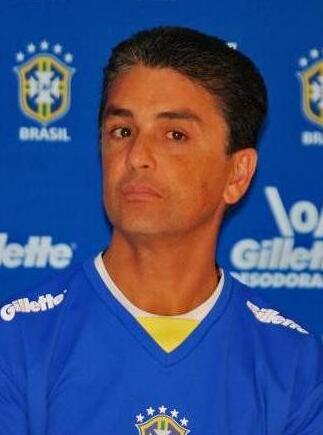
Bebeto, máximo goleador de la Liga con 29 goles.

| Pos. | Jugador            | Equipo                 | Goles |
| ---- | ------------------ | ---------------------- | ----- |
| 1º   | Bebeto             | Deportivo de La Coruña | 29    |
| 2º   | Iván Zamorano      | Real Madrid            | 26    |
| 3º   | Luboslav Penev     | Valencia               | 20    |
|      | Hristo Stoichkov   | Barcelona              | 20    |
| 5º   | Luis García        | Atlético de Madrid     | 17    |
|      | José Ángel Ziganda | Athletic Club          | 17    |
| 7º   | Txiki Begiristain  | Barcelona              | 15    |
|      | Carlos Muñoz       | Real Oviedo            | 15    |
|      | Juan Antonio Pizzi | Tenerife               | 15    |
| 10.º | Anton Polster      | Rayo Vallecano         | 14    |

## Otros premios

### Trofeo Zamora
Paco Liaño y Santi Cañizares obtuvieron el mismo coeficiente de goles encajados en la lucha por el Trofeo Zamora. Si bien el reglamento estipula que, en caso de empate, el vencedor será el portero con más partidos disputados -lo que beneficiaba al arquero del Deportivo de La Coruña-, finalmente el Diario Marca concedió el galardón exaequo a ambos futbolistas, que estrenaron así su palmarés en el Trofeo. 

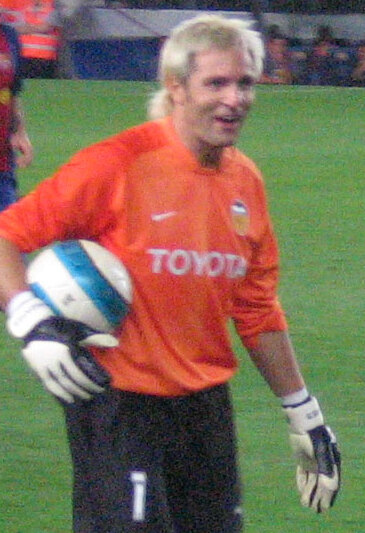
Cañizares compartió con Liaño el primer Zamora de su carrera defendiendo la portería del Celta de Vigo.

Para optar al Zamora fue necesario disputar 60 minutos en, como mínimo, 28 partidos.
| Pos. | Jugador              | Equipo                 | Goles | Partidos | Promedio |
| ---- | -------------------- | ---------------------- | ----- | -------- | -------- |
| 1º   | Santiago Cañizares   | Celta de Vigo          | 30    | 36       | 0,83     |
| =    | Francisco Liaño      | Deportivo de La Coruña | 31    | 37       | 0,84     |
| 3º   | Andoni Cedrún        | Real Zaragoza          | 35    | 36       | 0,97     |
| 4º   | José Manuel Sempere  | Valencia               | 31    | 35       | 0,88     |
| 5º   | Andoni Zubizarreta   | Barcelona              | 34    | 38       | 0,89     |
| 6º   | Roberto Santamaría   | Osasuna                | 38    | 36       | 1,05     |
| 7º   | Juan Carlos Unzué    | Sevilla                | 44    | 38       | 1,15     |
| 8º   | Juan Carlos Ablanedo | Sporting de Gijón      | 34    | 29       | 1,20     |
| 9º   | Julen Lopetegi       | Logroñés               | 46    | 37       | 1,24     |
| 10.º | Juan José Valencia   | Athletic Club          | 49    | 38       | 1,28     |

### Trofeo Guruceta
Con el galardón otorgado por Marca esta temporada, Juan Andújar Oliver se convirtió en el único árbitro, junto con Joaquín Ramos Marcos, en recibir en dos ocasiones el Trofeo Guruceta.
| Pos. | Árbitro (colegio)      | Puntos | Partidos | Cociente |
| ---- | ---------------------- | ------ | -------- | -------- |
| 1º   | Juan Andújar Oliver    | 20     | 12       | 1,66     |
| 2º   | Joaquín Urío Velázquez | 18     | 13       | 1,38     |
| 3º   | Celino Gracia Redondo  | 16     | 12       | 1,33     |

### Trofeo EFE
Se invirtieron las tornas del Trofeo Pichichi y el chileno Iván Zamorano superó al brasileño Bebeto en la tercera edición del Trofeo EFE al mejor jugador iberoamericano del campeonato.
| #  | Jugador           | Equipo                 | Puntos |
| -- | ----------------- | ---------------------- | ------ |
| 1º | Iván Zamorano     | Real Madrid            | 218    |
| 2º | Bebeto            | Deportivo de La Coruña | 216    |
| 3º | José Luis Zalazar | Albacete               | 214    |

### Premios Don Balón
- Mejor equipo:  F. C. Barcelona
- Mejor jugador / Número 1 Ranking Don Balón: Miroslav Đukić (Deportivo de La Coruña)
- Mejor jugador español:  Fran (Deportivo de La Coruña)
- Mejor jugador extranjero:  Miroslav Đukić (Deportivo de La Coruña)
- Mejor pasador: Emilio Butragueño (Real Madrid)
- Mejor promesa: Julen Guerrero (Athletic Club)
- Mejor veterano: Alberto Górriz (Real Sociedad)
- Mejor entrenador:  Arsenio Iglesias (Deportivo de La Coruña)
- Mejor árbitro:  Juan Andújar Oliver
- Mejor directivo:  Augusto César Lendoiro (Deportivo de La Coruña)